# مايك إملاتش
مايك إملاتش (بالإنجليزية: Mike Imlach)‏ هو لاعب كرة قدم بريطاني في مركز ظهير ‏، ولد في 19 سبتمبر 1962 في كرويدون في المملكة المتحدة. لعب مع ليدز يونايتد ونادي بيتربورو يونايتد ونادي ترانمير روفرز.